# Guyans-Durnes
Guyans-Durnes är en kommun i departementet Doubs i regionen Bourgogne-Franche-Comté i östra Frankrike. Kommunen ligger i kantonen Ornans som tillhör arrondissementet Besançon. År 2022 hade Guyans-Durnes 317 invånare.

## Befolkningsutveckling
Antalet invånare i kommunen Guyans-Durnes
Referens:INSEE